# Колумбийская фондовая биржа
Колумбийская фондовая биржа образована в 2001 году в результате слияния фондовых бирж городов Богота, Медельин и Оксиденте. Осуществляет торги акциями, облигациями, иностранной валютой и деривативами.
Имеет представительство в Медельине и Кали. Является частной компанией, принадлежит зарегистрированным на ней брокерским компаниям.
- Объём торгов: $9,42 млрд (2006 год)
- Листинг: 648 компаний (2006 год)
- Рыночная капитализация: $200 млрд (2010 год)
- Прибыль: $3,6 млн (2003 год)

## Фондовые индексы
Основной индекс: IGBC — отражает стоимость наиболее ликвидных акций бирже.